# Lutherkirche (Castrop-Rauxel)
Koordinaten: 51° 32′ 54,9″ N, 7° 18′ 46,8″ O

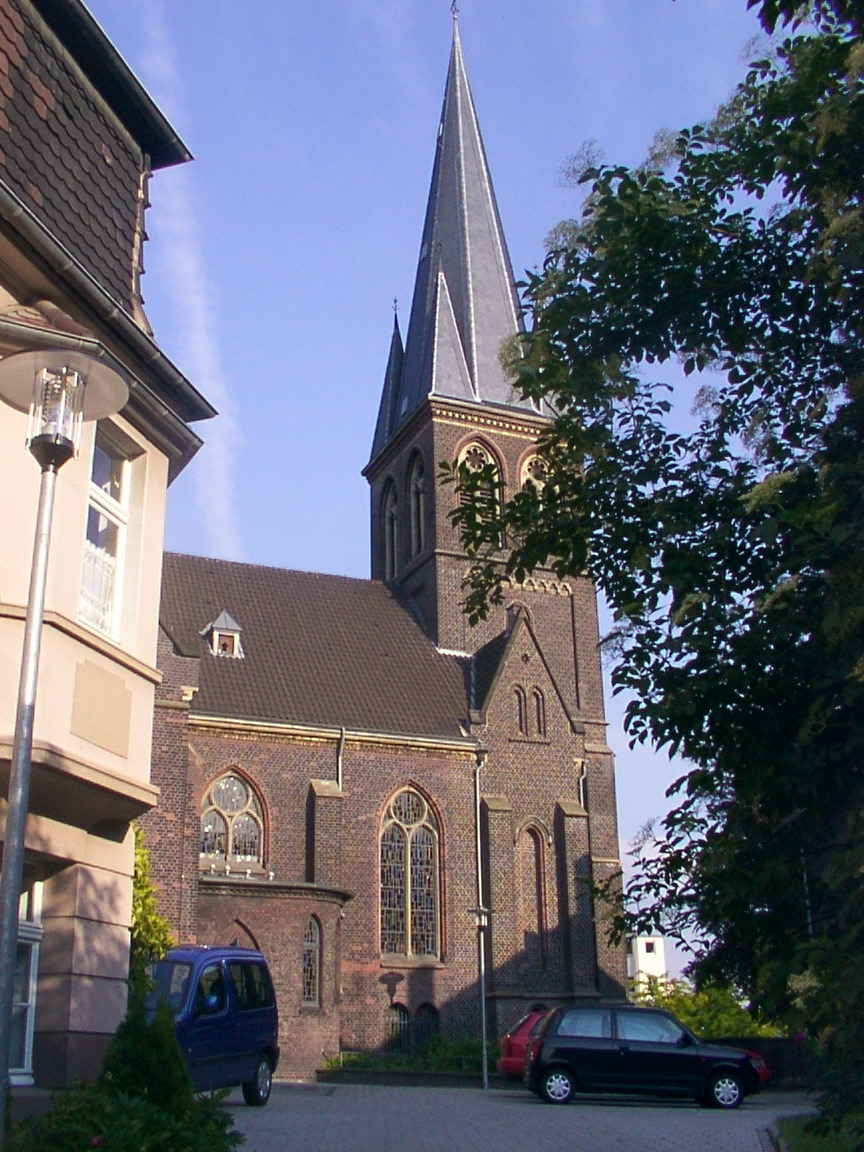
Die Lutherkirche

Die Lutherkirche ist eine Kirche in Castrop-Rauxel und eines der Wahrzeichen der Altstadt von Castrop. Sie wurde 1881 von der evangelischen Kirchengemeinde Castrop im Stil der Neobacksteingotik errichtet und am 1. Advent desselben Jahres (30. November 1881) in einem Festgottesdienst eingeweiht.
Im Vorraum der Kirche befindet sich ein wertvolles Grabepitaph von Philipp von Viermundt, der auf Schloss Bladenhorst die Reformation in Castrop einführte. Nach dem Abriss der Schlosskirche wurde das Epitaph in der Lutherkirche aufgestellt. Die Lutherkirche wird aufgrund ihrer guten Akustik immer wieder für Konzerte genutzt.

## Geschichte
Die Lutherkirche hat während ihres Bestehens zahlreiche Veränderungen erfahren. Das älteste bekannte Foto stammt aus der Zeit vor dem Ersten Weltkrieg und zeigt das Innere noch ohne die Seitenemporen, mit einem großen Kronleuchter und mit der ursprünglichen Verglasung, auf der Christus als Welterlöser dargestellt war. Das ursprüngliche Bronzegeläut wurde im Ersten Weltkrieg eingeschmolzen. 1921 erhielt die Kirche drei Gussstahlglocken des Bochumer Vereins, gestimmt auf cis′, e′ und g′.
Die gestiegene Zahl der Gemeindemitglieder machte 1928 den Einbau der Seitenemporen nötig. Im Anschluss an diese Arbeit wurde die Kirche vom Kunstmaler Heinrich Rüter neu ausgemalt. Der Altarraum wurde von ihm in warmen, rotbraunen Farbtönen gestaltet. Zum Reformationstag 1929 erhielt die Kirche den Namen Lutherkirche.
Nach dem Zweiten Weltkrieg war die Kirche so schwer beschädigt, dass erst Pfingsten 1946 wieder in ihr Gottesdienst gefeiert werden konnte. Trotz einer Neugestaltung des Innenraums 1951 blieb die einfache Notverglasung bis zur Renovierung der Kirche in den 1960er Jahren bestehen.
Bei dieser Renovierung wurden alle Ornamente übermalt und die Kirche erhielt einen nüchternen, einfarbigen Anstrich. Gleichzeitig entfernte man den Altaraufsatz und ersetzte ihn durch ein schlichtes Holzkreuz. Der neugotische Altaraufsatz mit dem Bild vom verlorenen Sohn wurde 1981, zum 100-jährigen Jubiläum der Kirche, restauriert wieder aufgestellt.
Ihre jetzige Ausmalung erhielt die Kirche bei der Renovierung 2001.
Die Lutherkirche gehört seit dem 1. September 2007 zur Evangelischen Paulus-Kirchengemeinde Castrop.